# Stadion Cotroceni
Stadion Cotroceni (rum. Stadionul Cotroceni) – wielofunkcyjny stadion położony w Bukareszcie, który został otwarty w 1949 r. Swoje mecze rozgrywał tu klub piłkarski Progresul Bukareszt. Pojemność stadionu to 14 542 miejsc. Obiekt wyposażony jest w oświetlenie o natężeniu 1670 lx. Wymiary płyty boiska to 105 m x 70 m.